# Потенціальна яма
Потенціа́льна я́ма — скінченна область простору, в якій потенціальна енергія частинки менша, ніж зовні.
Потенціальна яма зазвичай характеризується шириною й глибиною (або висотою). Точка з найнижчим значенням потенціальної енергії називається дном ями.
Якщо повна енергія частинки менша за висоту потенціальної ями, то частинка здійснює в ямі коливання, частота яких визначається формою та розмірами ями.
Точки, де повна енергія частинки дорівнює потенціальній енергії називаються точками повороту. На рисунку праворуч ці точки позначені {\displaystyle x_{1}} та {\displaystyle x_{2}}.
Потенціальна яма утворюється внаслідок існування сил притягання.
Для виходу з ями частинка повинна отримати енергію.

## Квантова механіка
Рух квантово-механічної частинки в потенціальній ямі має певні особливості в порівнянні з класичним рухом.
- Енергія квантово-механічної частинки в потенціальній ямі може набирати лише певних фіксованих дискретних значень.
- Найнижчий енергетичний рівень має енергію вищу за енергію дна ями.
- Квантово-механічна частинка локалізується не в будь-які ямі. Дуже мілкі ями не можуть її утримати.

## Квантова хімія
У квантовій хімії поведінка частинки в потенціальній ямі описується рівнянням Шредінгера. Оскільки при цьому хвильова функція частинки не стає нулем на стінках бар'єра й поза ним, то існує певна ймовірність проникнення частинки крізь бар'єр при енергії нижчій, ніж потрібно для подолання бар'єра (тунельний ефект).
Потенціальна яма — одна з найпростіших моделей у квантовій хімії, для якої
існує точний розв'язок рівняння Шредінгера. Для частинки в
потенціальній ямі потенціальне поле має вигляд: U(x) = 0 для x
від 0 до а, U(x) = U0 для x < 0 або x > а, тобто вважається, що
на частинку не діють жодні сили, а стінки ями є для неї
непроникними.

## Значення
Задача про рух частинки в потенціальній ямі є однією з найважливіших у фізиці. Глибина та форма ями визначають частоти коливань частинок, які проявляються в оптичних спектрах. Існування потенціальних ям для частинок обмежує їхню дифузію, для активації якої необхідно, щоб частинки отримувати певну енергію внаслідок взаємодії із тепловим рухом інших частинок.